# Lityway & Yungfijay

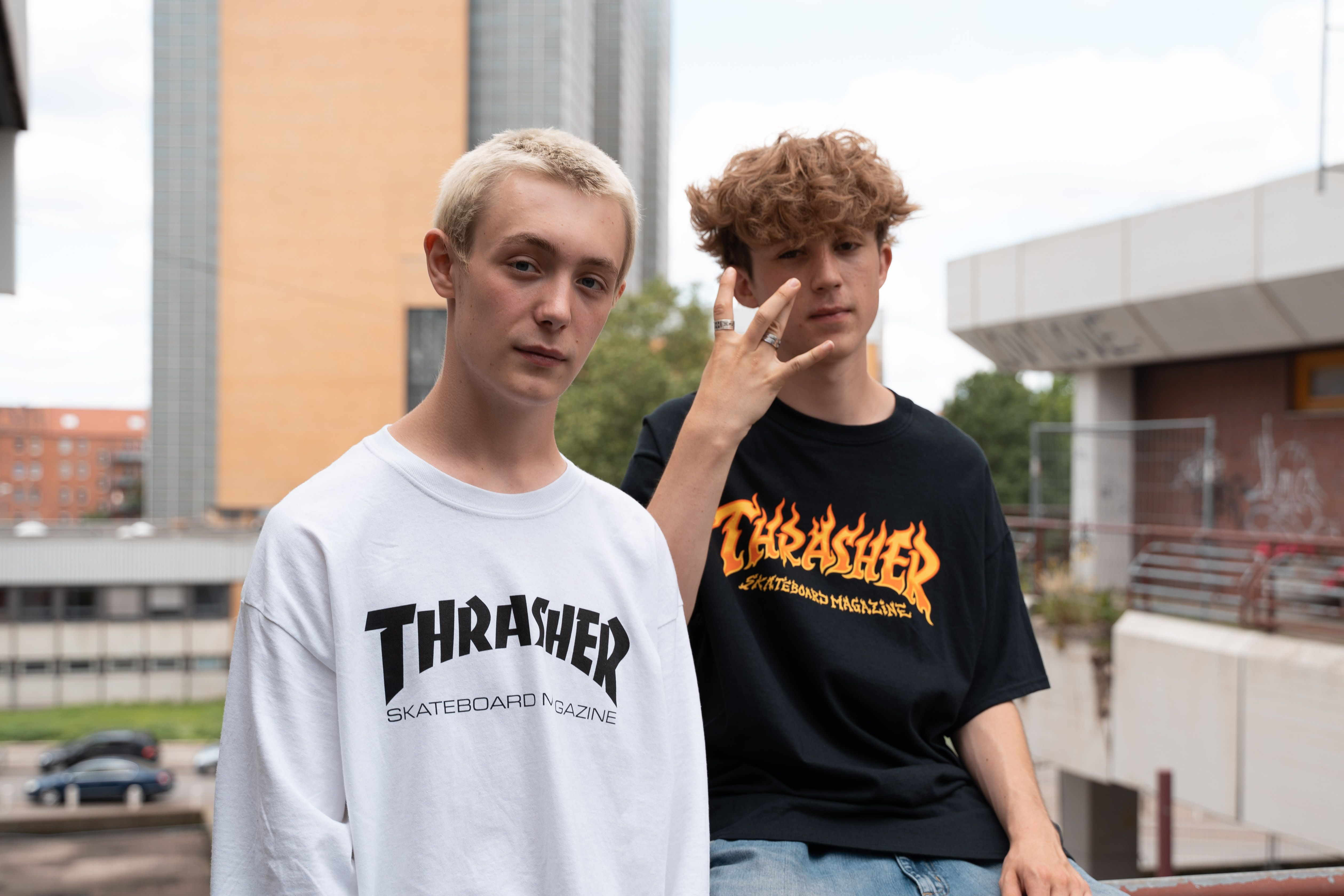
lityway (links) & yungfijay (rechts)

Lityway & Yungfijay ist ein Brüderpaar aus Hannover, das zusammen mit Mabu und Ille 2021 einen Hit mit dem Song Für dich hatte.

## Hintergrund
Die beiden Brüder Lityway und Yungfijay lernten 2021 im Alter von 17 und 14 Jahren über das Internet die beiden Rapper Mabu und Ille kennen. Gemeinsam konzipierten sie den Track Für dich, den Lityway für seine Freundin geschrieben hatte, und veröffentlichten ein Video auf TikTok. Am 9. Juli erschien der Song auf allen Plattformen. Das Lied wurde ein Überraschungshit. GfK Entertainment erklärte den Song am 13. Juli 2021 zu ihrem „Song des Tages“. Er erreichte in den deutschen Singlecharts Platz 74.

## Diskografie
Singles
- 2021: Verliere mich
- 2021: Angst vor mir selbst
- 2021: Für dich (feat. Mabu & Ille)
- 2021: Gedanken bei dir